# Christelle Guignard
Pour les articles homonymes, voir Guignard.
Christelle Guignard, née le 27 septembre 1962 aux Deux Alpes, est une skieuse alpine française, spécialiste du slalom.

## Palmarès

### Jeux olympiques d'hiver
| Édition / Épreuve   | Descente | Super G | Slalom géant | Slalom  | Combiné |
| ------------------- | -------- | ------- | ------------ | ------- | ------- |
| JO 1988 Calgary     | —        | —       | 10e          | Abandon | —       |
| JO 1992 Albertville | —        | —       | Abandon      | 14e     | —       |

### Championnats du monde
| Édition / Épreuve           | Descente | Super G                          | Slalom géant | Slalom  | Combiné |
| --------------------------- | -------- | -------------------------------- | ------------ | ------- | ------- |
| Mondiaux 1985 Bormio        | —        | Épreuve inexistante à cette date | 21e          | Argent  | —       |
| Mondiaux 1987 Crans-Montana | —        | —                                | Disqualifiée | 13e     | —       |
| Mondiaux 1991 Saalbach      | —        | —                                | 20e          | Abandon | 11e     |
| Mondiaux 1993 Morioka       | —        | —                                | 24e          | —       | —       |

### Coupe du monde
- Meilleur résultat au classement général : 14e en 1985
  - 2 victoires : 2 slaloms
  - 3 podiums (troisième place à Madonna di Campiglio en 1984)

#### Différents classements en coupe du monde
| Saison / Épreuve | Saison / Épreuve | Général | Général | Slalom | Slalom | Géant  | Géant  | Combiné | Combiné |
| ---------------- | ---------------- | ------- | ------- | ------ | ------ | ------ | ------ | ------- | ------- |
| Saison / Épreuve | Saison / Épreuve | Class.  | Points  | Class. | Points | Class. | Points | Class.  | Points  |
| 1984             | 1984             | 41e     | 26      | 20e    | 26     | -      | -      | -       | -       |
| 1985             | 1985             | 14e     | 97      | 7e     | 65     | 21e    | 24     | 19e     | 8       |
| 1986             | 1986             | -       | -       | -      | -      | -      | -      | -       | -       |
| 1987             | 1987             | 54e     | 12      | -      | -      | 21e    | 12     | -       | -       |
| 1988             | 1988             | 30e     | 39      | 16e    | 21     | 15e    | 18     | -       | -       |
| 1989             | 1989             | 42e     | 20      | 26e    | 8      | 22e    | 12     | -       | -       |
| 1990             | 1990             | -       | -       | -      | -      | -      | -      | -       | -       |
| 1991             | 1991             | 53e     | 15      | 20e    | 11     | -      | -      | 16e     | 4       |
| 1992             | 1992             | 49e     | 146     | 45e    | 20     | 17e    | 126    | -       | -       |
| 1993             | 1993             | 96e     | 26      | 55e    | 10     | 48e    | 16     | -       | -       |

#### Détail des victoires
| Saison / Épreuve | Slalom                   | Total |
| 1985             | Davos Bad Kleinkirchheim | 2     |
| Total            | 2                        | 2     |

### Arlberg-Kandahar
- Meilleur résultat : 15e place dans le slalom 1983-84 à Sestrières

### Championnats de France
Elle a été 2 fois Championne de France Elite dont : 
- Championne de France de Slalom en 1984
- Championne de France de Slalom Géant en 1992

## Dopage
Lors des Championnats du monde de 1989 à Vail (Colorado), elle remporte la médaille de bronze en géant mais sera disqualifiée à la suite d'un contrôle positif à la coramine-glucose.